# Aquaelicium elegantulum
Aquaelicium elegantulum är en insektsart som beskrevs av William Lucas Distant 1917. Aquaelicium elegantulum ingår i släktet Aquaelicium och familjen Derbidae. Inga underarter finns listade i Catalogue of Life.